# Streblus smithii
Streblus smithii là một loài thực vật có hoa trong họ Moraceae. Loài này được (Cheesman) Corner miêu tả khoa học đầu tiên năm 1962.

## Hình ảnh

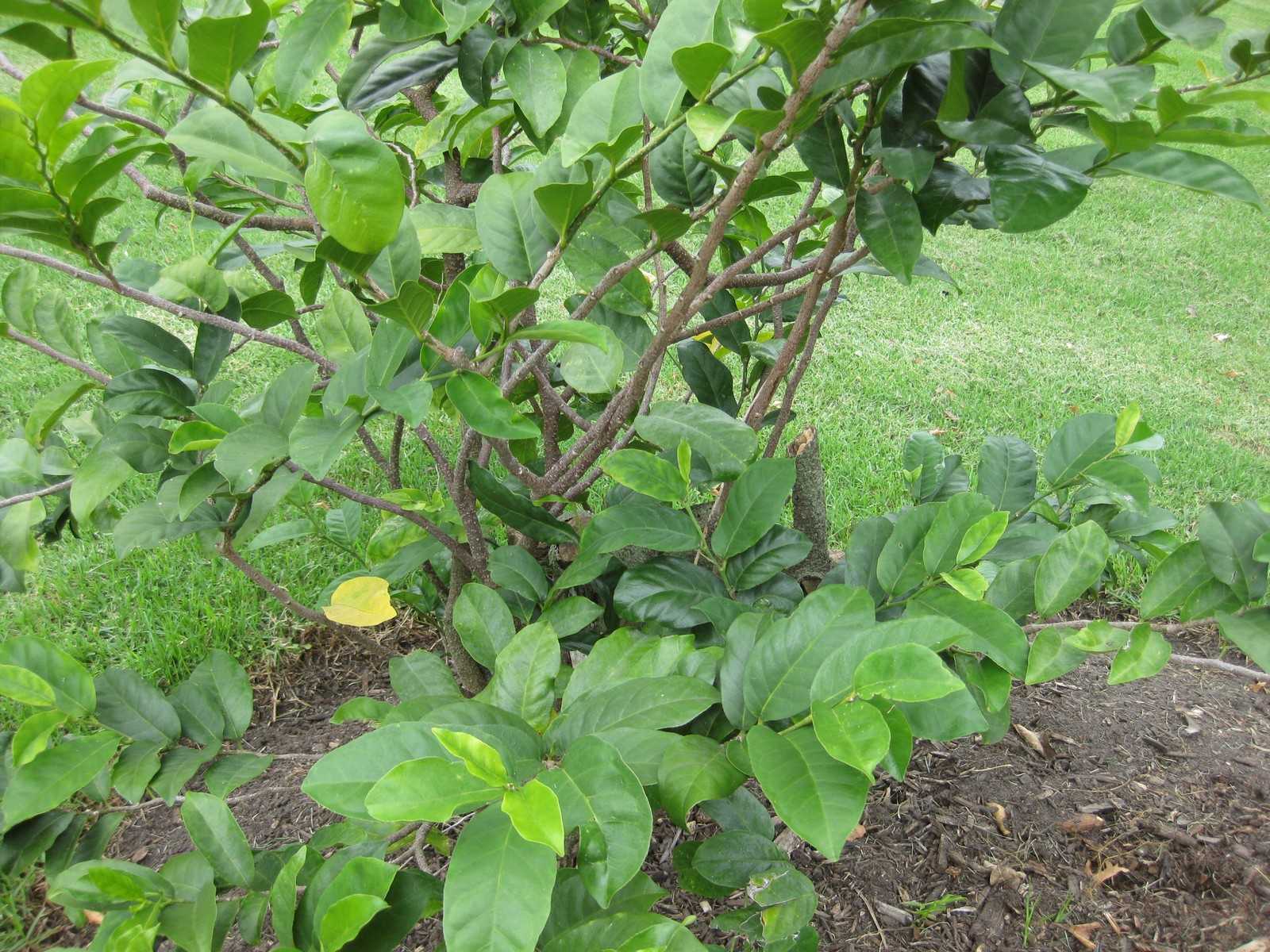
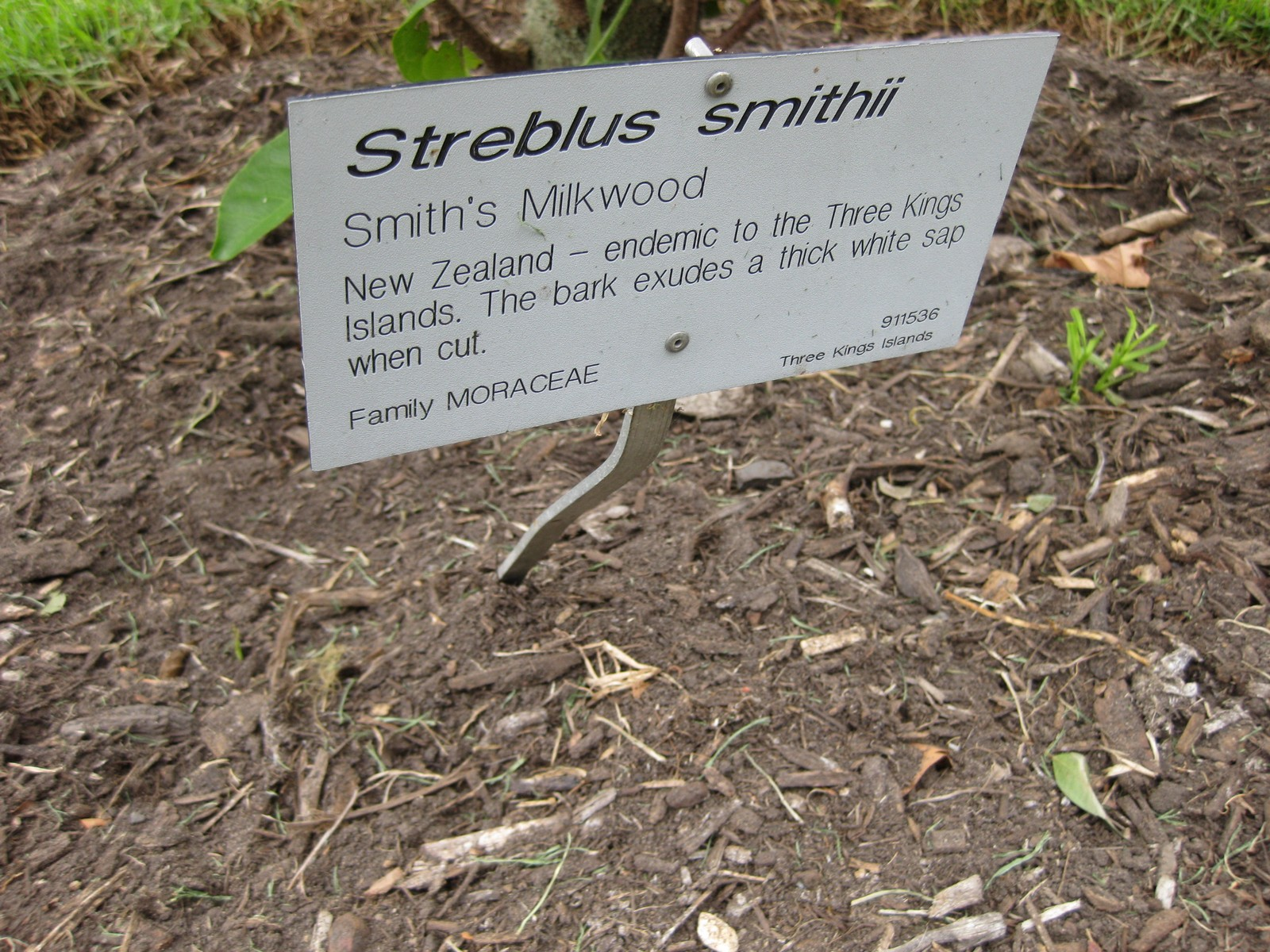